# High on Life (videogioco)
High on Life è un videogioco sparatutto del 2022 pubblicato per Microsoft Windows, Xbox One e Xbox Series X e Series S. Nel 2023 il gioco è stato distribuito anche per PlayStation 4 e PlayStation 5.

## Sviluppo
Ideato da Justin Roiland, il gioco è stato presentato nel corso del Xbox & Bethesda Games Showcase. Originariamente previsto per il 25 ottobre 2022, High on Life è stato rinviato al 13 dicembre. Il gioco è risultato il miglior lancio del 2022 su Xbox Game Pass.
Il 3 ottobre 2023 è stato distribuito un DLC intitolato High on Knife.